# Campionati europei di 49er & 49er FX 2006
I Campionati europei di 49er & 49er FX 2006 si sono svolti a Weymouth, in Gran Bretagna, dal 24 al 30 luglio.

## Podi
| Evento | Oro                                     | Argento                             | Bronzo                                |
| 49er   | Regno Unito Stephen Morrison Ben Rhodes | Danimarca Peter Hansen Søren Hansen | Spagna Iker Martínez Xabier Fernández |

## Medagliere
| Posiz. | Nazione     | Oro | Argento | Bronzo | Totale |
| ------ | ----------- | --- | ------- | ------ | ------ |
| 1      | Regno Unito | 1   | 0       | 0      | 1      |
| 2      | Danimarca   | 0   | 1       | 0      | 1      |
| 3      | Spagna      | 0   | 0       | 1      | 1      |
| Totale | Totale      | 1   | 1       | 1      | 3      |